# Kwonkan silvestris
Kwonkan silvestris là một loài nhện trong họ Nemesiidae.
Kwonkan silvestris được miêu tả năm 1983 bởi Main.